# فيلي دافنبورت
فيلي دافنبورت (بالإنجليزية: Willie Davenport)‏ هو منافس ألعاب قوى أمريكي، ولد في 8 يونيو 1943 في تروي في الولايات المتحدة، وتوفي في 17 يونيو 2002 في شيكاغو في الولايات المتحدة بسبب نوبة قلبية.

## وصلات خارجية
- فيلي دافنبورت على موقع الاتحاد الدولي لألعاب القوى (الإنجليزية)
- فيلي دافنبورت على موقع الاتحاد الأمريكي لسباقات المضمار والميدان، قاعة المشاهير (الإنجليزية)
- فيلي دافنبورت على موقع اللجنة الأولمبية الدولية (الإنجليزية)
- فيلي دافنبورت على موقع أوليمبيديا (الإنجليزية)
- فيلي دافنبورت على موقع قاعة لويزيانا للمشاهير الرياضية (الإنجليزية)